# Cementerio de Minas de Riotinto
El cementerio de Minas de Riotinto es un camposanto situado en el municipio español de Minas de Riotinto, en la provincia de Huelva, comunidad autónoma de Andalucía. Las instalaciones fueron construidas a comienzos del siglo XX en torno al área de La Dehesa. El cementerio es de titularidad municipal.

## Historia
El cementerio fue construido en 1917 por la Rio Tinto Company Limited (RTC), estando situado en una hondonada entre las escombreras de la mina. El primer enterramiento que se realizó en el camposanto fue el 3 de junio de 1919. El complejo, que fue concebido como una planta rectangular, acogía enterramientos tanto a nivel de superficie como en nichos. En el lateral izquierdo se encontraba situado el antiguo recinto civil, que en la actualidad está plenamente integrado en el cementerio. La titularidad de los terrenos fue en origen de la RTC, si bien décadas después el grupo Explosivos Río Tinto la cedió al ayuntamiento.